# Конституция Молдавской АССР (1938)
Конституция Молдавской АССР от 6 января 1938 года являлась основным законом Молдавской АССР.

## История
Конституция была принята 6 января 1938 года VII Чрезвычайным съездом Верховного Совета Молдавской АССР. Она была основана на принципах и положениях Конституции СССР 1936 года. Толчком к созданию Конституции послужили достижения молдавского народа в экономике и культуре. Все эти успехи нашли своё законодательное отражение в данном документе.

## Содержание
Конституция 1938 года состояла из 11 глав и 114 статей. Первая глава была посвящена общественному устройству молдавской автономии, а вторая её внутреннему устройству. В третьей главе Конституции речь шла о высших органах власти, в четвёртой — о республиканских органах управления; в пятой — об органах местного самоуправления; в шестой — о бюджете МАССР; в седьмой — о деятельности судебных органов и прокуратуры. Восьмой главой предусматривались основные права и обязанности граждан. Девятая глава регулировала нормы, касающиеся избирательной системы. Десятой главой устанавливались государственные символы (герб, флаг) Молдавской АССР. Заключительная глава предусматривала порядок изменения Конституции.